# Сивик Сентер (Баррингтон)
Сивик Сентер — исторический район в Баррингтоне, штат Род-Айленд, на Каунти-роуд. Район, состоящий из ратуши Баррингтона, школы Леандера Р. Пека и кладбища Принсес-Хилл, расположен на Принсес-Хилл, недалеко от центра Баррингтона. В 1728 году было приобретено кладбище Принсес-Хилл, которое позже было расширено до его нынешних размеров к 1898 году. Здание ратуши Баррингтона высотой  в полтора этажа было построено в 1888 году и первоначально служило резиденцией городского управления, библиотеки и средней школы. После завершения строительства школы имени Леандера Р. Пека в 1917 году средняя школа переехала в соседнее здание, а библиотека заняла её пространство. Двухэтажное здание школы Пек в стиле елизаветинского возрождения спроектировано в Т-образной форме и имеет лестницу, ведущую к главному входу на втором этаже. Позже школа Пек использовалась учащимися пятого и шестого классов начальной школы, а затем стала публичной библиотекой. Также в этом районе находится пруд Вудс. Сивик Сентер Баррингтона был внесен в Национальный реестр исторических мест в 1976 году и служит исторически значимым примером городского и природоохранного планирования конца XIX века.

## Обзор

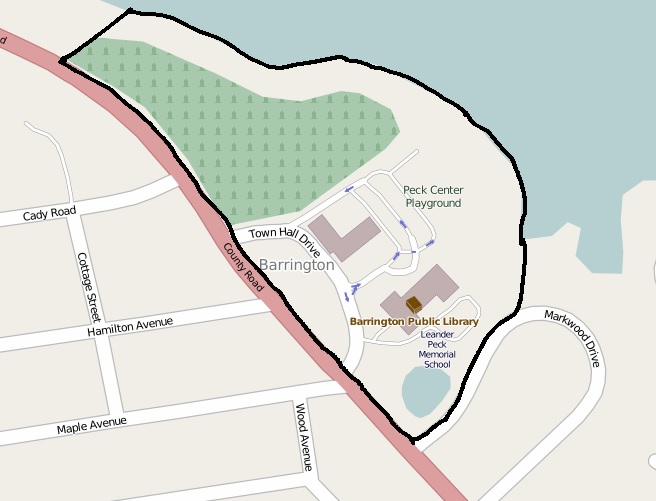
Схема границ административного центра Баррингтона

Исторический район Сивик Сентер, расположенный в Баррингтоне, штат Род-Айленд, на Каунти-роуд, включает в себя ратушу Баррингтона, школу Пека, спортивную площадку и теннисный корт, пруд Вудс и кладбище Принс-Хилл. Кладбище датируется началом XVIII века, а надгробные камни датируются 1728 годом. В книге Бикнелла «История Баррингтона, Род-Айленд» от 7 апреля 1886 года отмечается, что город проголосовал и одобрил выделение 2000 долларов на землю для строительства ратуши. Строительство ратуши было завершено в 1888 году, и первоначально в ней размещались учреждения городского правительства, библиотека и школа. В 1917 году ученики старших классов перевелись в недавно построенную и соседнюю школу Пека.
Согласно Национальному реестру исторических мест, исторический район Баррингтона Сивик Сентер имеет важное значение, так как он представляет собой «историческую концентрацию общественных и правительственных функций в районе Принс-Хилл в Баррингтоне... [и как] единое целое, кладбище, ратуша и школа, а также пруд Вудс олицетворяют интерес конца девятнадцатого века к планируемой природной среде». Баррингтон преобразился из-за утроения своего населения с 1840 по 1900 год, превратившись из сельской местности в пригородную.